# Alpligerstöckli
Alpligerstöckli är en bergstopp i Schweiz. Den ligger i distriktet Interlaken-Oberhasli och kantonen Bern, i den centrala delen av landet, 70 km öster om huvudstaden Bern. Toppen på Alpligerstöckli är 1 911 meter över havet.